# 白舌若鰺
白舌若鰺，又名甘仔魚，为鰺科若鰺屬下的一个种。白舌若鰺分布在印度洋和西太平洋的热带水域，西至阿曼灣，东至日本和澳大利亚。这一物种与马拉巴若鲹很像，但是与后者鳃耙数目不同，舌头颜色是白色到浅灰色。白舌若鰺体型较小，最大长度为30厘米。白舌若鰺栖息于大陆架沿岸深度达140米水域，物种关系上常与鲹科关系密切。白舌若鰺捕食各种小鱼、甲壳亚门动物和头足纲动物等。白舌若鰺的生殖生物学还所知甚少。白舌若鰺在渔业里没有太重要的地位，可被垂钓或被水底拖网或手工渔具捕捞。

## 分类和命名
白舌若鰺归为鲈形目鲈亚目鲹科若鲹属 。
白舌若鲹种的生物分类最早是由荷兰鱼类学家 彼得·布莱克尔于1852年以取自印度尼西亚西苏门答腊的正模標本为基础描述的。布莱克尔将此新物种命名为白舌若鲹种（Carangoides talamparoides），其种加词略有歧义。Talam是一长度单位，指从大拇指到小拇指的长度，par在希腊语中是“相等”的意思， oides翻译为“大约”，可能是指标本之小。布莱克尔的分类至今仍认为正确，但有些人误把白舌若鲹归为鲹属，白舌若鲹只有一个次异名，即亨利·威德·福勒命名的Carangoides gibber 。

## 描述

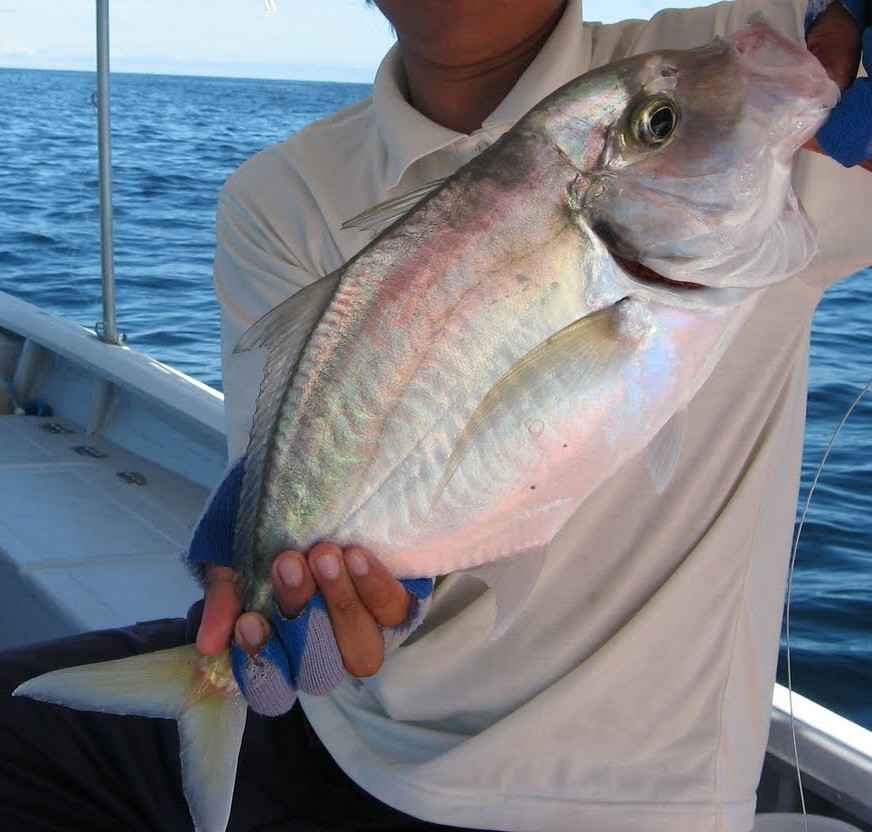
被钓鱼者钓到的白舌若鲹

白舌若鲹是一种相对比较小的物种，已知能长到的最大长度为30厘米，与它的近亲物种相比仍然显得比较小。这种鱼的总体形状与若鲹属其他种类似，体型为压扁的卵圆形，背部轮廓比腹部轮廓稍微有更明显的外凸。这一不对称性是由于头后的轮廓被抬升到后颈部。背鳍分成截然不同的两部分，第一部分由8根背刺组成，第二部分由1根背刺和20到23软鳍条组成。长长的臀鳍与两根分离的背刺相连。主鳍由1根背刺和17到19根软鳍条组成。背鳍和臀鳍的鳍叶都很小，比头的长度还短。体侧线轻微前弓，弯曲部分比笔直部分更长。体侧线有32到52片鳞，其中20到32片鳞为软鳞甲，长在尾鳍根部。胸部无鳞，这一区域扩展到腹鳍之后，一般情况下会扩展到臀鳍，到达胸鳍根部。上颚和下颚都有绒毛状牙齿，门牙外露，呈圆锥形。白舌若鲹共有27到31根鳃耙和24根椎骨。
白舌若鲹背侧部呈银色到蓝灰色，腹部变为银白色，其一个主要特点是白色到浅灰色的舌头，尾甲鲹属也有此特点，但体型与白舌若鲹种完全不同。 鳃盖骨上侧边缘处有一小黑点。柔软的背鳍和臀鳍颜色黯淡，尾鳍呈暗黄色，带有黑边。

## 分布和产地
白舌若鲹栖居于印度洋和西太平洋热带水域，分布范围从阿曼灣延伸至印度和斯里兰卡，从斯里兰卡到泰國灣分布中断，从泰国湾到蘇門答臘和婆罗洲的西太平洋东南亚海域又有分布，分布范围东至 from the Gulf of Thailand to  It is distributed east towards the 菲律宾、关岛，南至澳大利亚。
白舌若鲹在整个分布范围内栖居于海岸水域，在澳大利亚西北大陆架水域30到140米深处也常有发现，与青羽若鲹和马拉巴若鲹共栖。

## 生物学和渔业
只有一项研究全面考察了白舌若鲹的饮食，这项研究是在澳大利亚阿尔巴特洛斯湾进行的。这项研究发现，白舌若鲹的食物中，真骨附类鱼占到的73%，头足纲动物占16%，其余为各种甲壳亚门动物，包括螃蟹和蝦蛄。人们认为 ，白舌若鲹与青羽若鲹和马拉巴若鲹食物不同使它们能够共栖。人们对白舌若鲹的繁殖和生长模式还一无所知。
白舌若鲹在整个分布范围内都没有渔业价值，偶尔会被被垂钓或被水底拖网或手工渔具捕捞到。白舌若鲹是澳大利亚北部捕虾拖网中常见的副渔获物，但常被丢弃。

## 扩展阅读
- 維基物種上的相關：白舌若鰺